# Dong Biwu
Dong Biwu (xinès simplificat: 董必武, pinyin: Dǒng Bìwǔ, Wade-Giles: Tung Pi-wu; Hong'an, 5 de març de 1886 - Beijing, 2 d'abril de 1975) va ser un revolucionari i polític comunista xinés, que va exercir com a president en funcions de la República Popular de la Xina entre 1972 i 1975.

## Biografia
Dong Biwu va nàixer a Huanggang, Hubei en una família de propietaris, i va rebre una educació clàssica. El 1911 es va unir a Tongmenghui, i va participar en l'aixecament de Wuchang. Després va anar al Japó el 1913 per estudiar dret a la Universitat de Nihon. Mentre era allà, es va unir al recentment format Partit Revolucionari de la Xina de Sun Yat-sen, que després es convertiria en el Guomindang. El 1915, va tornar a la Xina, organitzant la resistència contra el règim de Yuan Shikai al seu Hubei natal, que el va portar a la presó durant sis mesos. Un cop alliberat, va tornar al Japó per completar els seus estudis de dret. Entre 1919 i 1920, va viure a Xangai, on va ser exposat per primera vegada al marxisme a través d'un grup d'intel·lectuals comunistes agrupats al voltant de Li Hanjun. Tornant a Hubei, va establir un aparell comunista local, i el 1921, va assistir al 1r Congrés Nacional del Partit Comunista de la Xina, representant Wuhan juntament amb Chen Tanqiu. Dong va ser l'única altra persona, juntament amb Mao Zedong, que va estar present tant al congrés fundacional del partit com a la cerimònia de proclamació de la República Popular de la Xina vint-i-huit anys després.

## Període revolucionari
Durant la primera meitat de la dècada de 1920, Dong va ser membre tant del Guomindang com del Partit Comunista; però, amb l'augment de les tensions entre els dos partits, finalment va optar per posar-se al costat dels comunistes l'estiu de 1927. Després de l'aixecament de Nanchang, es va veure obligat a amagar-se, primer buscant refugi a Kioto per huit mesos, i després dirigint-se cap a la Unió Soviètica. Allà, va assistir a l'Escola Internacional Lenin i a la Universitat Sun Yat-sen de Moscou entre 1928 i 1931. Al seu retorn a la Xina el 1932, va esdevenir actiu al Soviet de Jiangxi, on va exercir com a director polític de l'Acadèmia de l'Exèrcit Roig i president de l'Escola del Partit. Durant aquest temps, Dong va fer costat a Mao Zedong per sobre de Li Lisan en la lluita dels dos homes pel lideratge del partit. Després va participar en la Llarga Marxa i, a l'arribada a Yan'an, va reprendre les seues tasques de lideratge educatiu. En l'etapa de Yan'an, Dong va arribar a ser conegut com un dels Cinc Ancians de Yan'an, juntament amb Lin Boqu, Xu Teli, Wu Yuzhang i Xie Juezai.
Durant la guerra amb el Japó, Dong va dividir el seu temps entre Wuhan i Chongqing com a enllaç amb el govern nacionalista, per la seua filiació anterior amb el Guomindang. El 1945, va viatjar a San Francisco per assistir a la sessió fundacional de les Nacions Unides, com a part d'una delegació encapçalada per Song Ziwen. Va ser l'únic representant del Partit Comunista, el Comitè Central del qual va exposar els objectius del viatge de la següent manera: "guanyar amics estrangers, millorar la posició internacional del partit i intentar quedar-se i treballar als Estats Units". Després de la conferència, Dong va passar diversos mesos viatjant pels Estats Units, per tal d'acomplir el seus objectius diplomàtics. Cap al final de la Guerra Civil el 1948, després de victòries decisives al nord, Dong va ser nomenat President del Govern Popular de la Xina del Nord.

## República Popular de la Xina
Després de la fundació de la República Popular de la Xina, Dong va exercir com a director del Comitè Econòmic i Financer del Consell de Govern. El 1954 va ser nomenat president del Tribunal Popular Suprem. Amb experiència prèvia en diplomàcia internacional des de la visita als Estats Units el 1945, Dong va ser escollit per dirigir una delegació a l'Europa de l'Est i la Unió Soviètica el 1958, mantenint-lo allunyat de Pequín durant dos mesos. En la seua absència, el treball del Tribunal Popular Suprem durant els últims anys anteriors va ser revisat per un grup encapçalat per Peng Zhen. Al seu retorn, Dong es va presentar amb les deficiències revelades per l'escrutini, de les quals va acceptar la responsabilitat en una conferència judicial especial.
A principis de 1959, Dong va ser nomenat vicepresident de la Xina, juntament amb Soong Ching-ling, càrrec que va ocupar fins a la seua mort. Més tard el mateix any, Dong va defensar a Peng Dehuai de les crítiques a la Conferència de Lushan, però encara va aconseguir mantenir-se a favor de Mao, a diferència d'altres que van defensar el general retret. D'una manera similar, Dong no es voria afectat per l'agitació política de la Revolució Cultural, tot i provindre d'un entorn relativament privilegiat. En canvi, va augmentar en protagonisme i visibilitat pública durant estos anys, assumint moltes de les responsabilitats diplomàtiques i cerimonials que abans tenia el depurat Liu Shaoqi. Els historiadors han atribuït això no a cap maniobra política astuta, sinó a l'especial relació de Dong amb Mao i a la seua sempre bona relació, des de la primera reunió a la fundació del Partit Comunista el 1921.

En el buit de poder que va aparèixer després de la caiguda de Lin Biao, Dong es va convertir en president en funcions de la Xina, exercint el càrrec des del febrer de 1972 fins al gener de 1975. En aquell moment, el càrrec de president va ser abolit i el president del Comitè Permanent de l'Assemblea Popular Nacional -aleshores Zhu De- es va convertir en el cap d'estat formal. Dong va ser elegit vicepresident del Comitè Permanent del Congrés Nacional Popular.

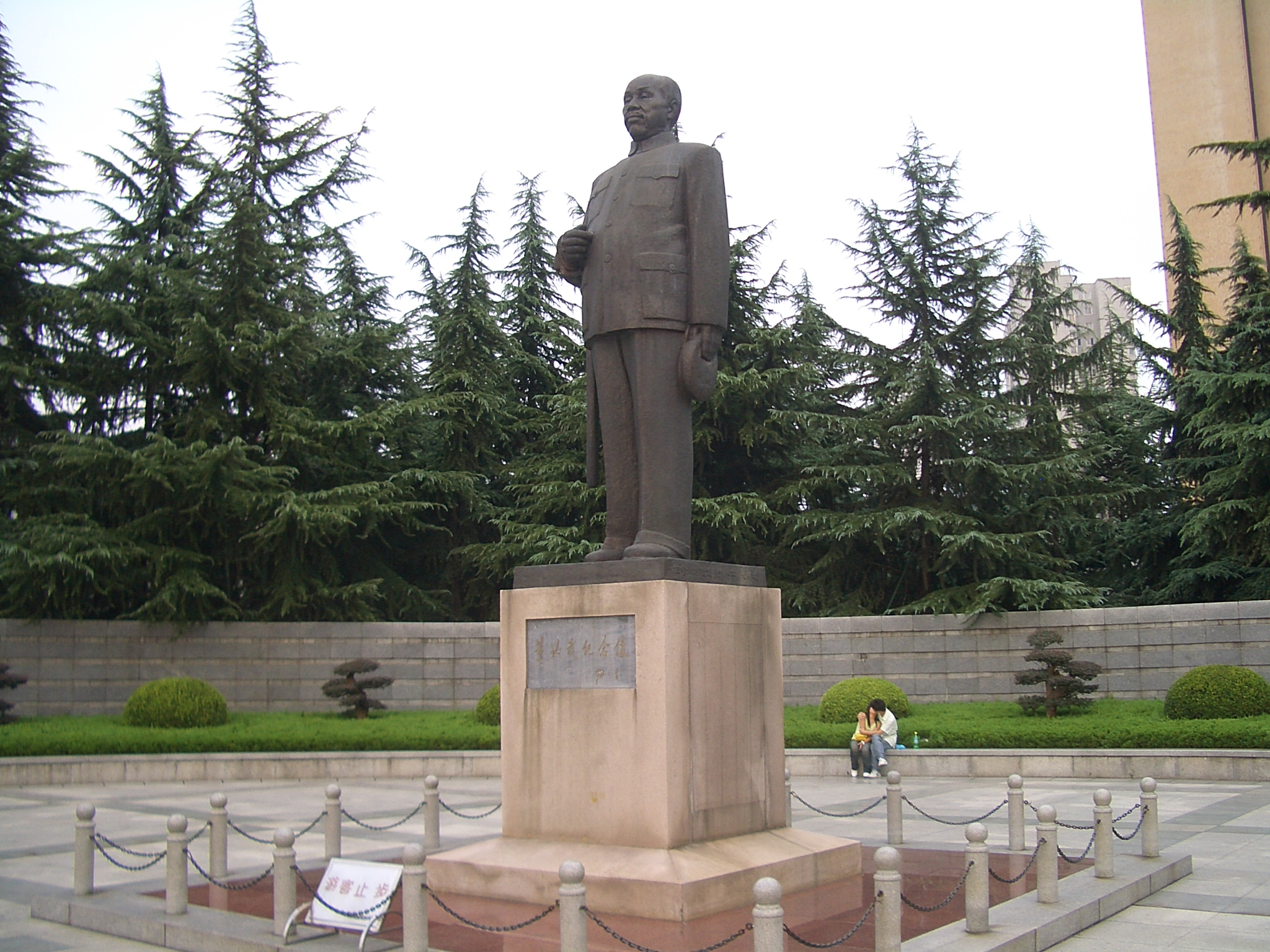
Estàtua de Dong Biwu a Wuhan.

Dong va morir a Pequín el 2 d'abril de 1975 a l'edat de 89 anys. En el seu obituari oficial, se'l descriu com "un dels fundadors del Partit Comunista de la Xina, un gran marxista, un destacat revolucionari proletari, un pare fundador de la República Popular de la Xina" i "un fundador del sistema jurídic socialista de la Xina".
El 1991, es va erigir una estàtua de Dong en una de les places centrals de Wuhan, Hongshan Guangchang. El Museu Provincial de Hubei alberga una col·lecció d'objectes personals de Dong.